# Alekséievka (Atkarsk)
Alekséievka — Алексеевка (rus) — és un poble de l'óblast de Saràtov, a Rússia, segons el cens del 2021 tenia 24 habitants. Pertany al districte municipal d'Atkarsk.